# Broadwaysko kazalište
Broadwaysko kazalište predstavlja skup od četrdesetak profesionalnih kazališnih kuća u Kazališnom okrugu na njujorškom Manhattanu te se zajedno s londonskim West Endom ubraja u najcjenjenija tržišno usmjerena kazališta engleskog govornog područja. Kazališta su smještena duž glasovite Široke ulice (Broadwaya) i jedna su od ikona američke popularne kulture, koja vrhunac svoje popularnosti dosežu pedestih godina 20. stoljeća izvođenjem vodvilja i sličnih glazbeno-scenskih uprizorenja lakoga sadržaja. Nasuprot takvom repertoaru, osnivaju se i manja, tzv. »Off-Broadway« kazališta, manjega kapaciteta i sklonija avangardnom repertoaru.

## Vanjske poveznice
|  | Zajednički poslužitelj ima još gradiva o temi Broadwaysko kazalište |